# Pudgalavada
Pudgalavāda (Sânscrito; pāli: Puggalavada; chinês tradicional: 
補特伽羅論者; pinyin: Bǔtèjiāluō Lùnzhě) ou a escola "Personalista" do Budismo, foi uma das primeiras escolas budistas na Índia, que surgiram do ramo sthavira nikāya, por volta de 280 AEC. Os grupos de destaque classificados como Pudgalavāda incluem o Vātsīputrīya e o Saṃmitīya.

## Pudgala ou "pessoa"
Os pudgalavādins afirmaram que, enquanto não há nenhum ātman, há uma pudgala ou "pessoa", que não é nem o mesmo, nem diferentes dos skandhas. A "pessoa" era o seu método de contabilização do karma, do renascimento e do nirvana. Outras escolas consideraram que a "pessoa" existe apenas como um rótulo, uma realidade nominal.

## Críticas à teoria da "Pudgala"
Os pontos de vista dos pudgalavādins foram fortemente criticados pela tradição Theravada (a doutrina da pudgala é refutada pelos theravadins no Kathavatthu), Sarvastivada, e Madhyamaka. Peter Harvey concorda com as críticas levantadas contra o "pudgalavadins" por Moggaliputta-Tissa e Vasubandhu, e descobre que não há nenhum apoio nos nikayas em Pali para o seu conceito de "pessoa".

## Relações com a seita Saṃmitīya
A escola Saṃmitīya foi uma das mais proeminentes que surgiram como uma das sub-seitas dos puggalavadins. Os quatro sub-ramos que são anexados ao movimento Vatsiputriya, são eles: Dharmottariya, Bhadrayaniya, Sammitiya, Sannagarika. Essa corrente foi criada por Vatsiputra. Ele foi considerado herege. Étienne Lamotte, usando os escritos do viajante chinês Xuanzang, afirmou que os saṃmitīyas foram, com toda a probabilidade a mais populosa seita não-mahayanista na Índia, compreendendo o dobro da segunda maior seita, embora o estudioso L. S. Cousins, revisou sua estimativa para um quarto de todos os monges não-mahayanistas, ainda assim o maior em geral. Eles continuaram a manter uma presença na Índia até o final do budismo indiano, mas, sem nunca ter ganhado uma posição de destaque em outro lugar.